# الکترا (تگزاس)
الکترا، تگزاس(به انگلیسی: Electra, Texas) شهری در ایالت تگزاس از ایالات جنوبی ایالات متحده آمریکا است. در سرشماری سال ۲۰۰۰، جمعیت این شهر ۳۱۶۸ نفر اعلام شد.